# Kerinjing (Rajabasa)
Kerinjing is een bestuurslaag in het regentschap Lampung Selatan van de provincie Lampung, Indonesië. Kerinjing telt 721 inwoners (volkstelling 2010).